# Lolita Flores
Lolita o Lolita Flores, nom artístic de Dolores González Flores (Madrid, 6 de maig de 1958) és una cantant i actriu espanyola d'origen gitano. Pertany a una famosa saga d'artistes: és filla de l'artista Lola Flores, La Faraona i d'Antonio González, El Pescaílla, és germana d'Antonio González Flores i Rosario Flores, és mare de l'actriu Elena Furiase i tia de la també actriu Alba Flores, i també és cosina d'Haideé Ibañez i de l'advocat penalista Homero Alfredo Masi i d'Anahí Del Moral; també de l'exfutbolista Quique Sánchez Flores i neboda de Carmen Flores.
Es va casar amb Guillermo Furiase el dia 25 d'agost de 1983 i van tenir dos fills: Elena (9 de març de 1988) i Guillermo (2 de desembre de 1993).
El 14 de maig de 2010 la cantant es va casar a Madrid amb l'actor cubà Pablo Durán, que va conèixer l'any 2005 a l'obra de teatre que ambdós protagonitzaven: Ana en el trópico.

## Trajectòria professional
El seu primer èxit musical va ser la cançó "Amor, amor". També són seus els discos Lola, Lolita, Lola  i Atrasar el reloj. Entre els seus temes més coneguts destaquen Amor, amor, Sarandonga, Mía, Si la vida són dos días  i Será, entre d'altres. El 2002 va guanyar el Premi Goya a la millor actriu revelació per la seva interpretació a Rencor de Luis Miguel Albaladejo. Lolita va debutar al teatre amb l'obra Ana en el trópico que es va representar durant 2005 i 2006 per tot Espanya amb gran èxit de crítica i públic.
A més de la seva carrera com a cantant i actriu, també ha mostrat la seva faceta de presentadora de televisió. Va debutar en aquestes tasques al costat de la seva mare en l'espai de varietats Sabor a Lolas, emès a Antena 3 entre 1992 i 1993, i on mare i filla es van iniciar en el gènere periodístic de l'entrevista. Després vindria Ay Lola, Lolita, Lola, un programa similar a TVE, Con otro aire (1996) a Canal Sur Televisión i Grandiosas (2002) a Antena 3, amb Rosa Villacastín i Belinda Washington. Posteriorment, després de presentar la Gala de la Nit de Cap d'Any 2008-2009 a TVE, va participar en el concurs La batalla de los coros, de Cuatro. Ha superat un càncer d'úter
El 2009 va fer la Gira Lolita a Lola  en la que va repassar els seus 35 anys al món de la música. Ha gravat un àlbum en directei en el que col·laboren artistes com Alejandro Sanz o Malú. Va rescindir el seu contracte discogràfic amb Warner per fitxar per Vale music.
L'any 2010 va participar en Unión musical Da Capo, la coproducció d'Albena Teatre i Conta Conta Produccions per a Canal 9. L'actriu va interpretar el paper d'una andalusa que arriba al poble de Benitaulell per reconstruir la història de l'agrupació musical de la seva ciutat natal. A poc a poc, la seva investigació de caràcter historicocultural implica a Lolita en la vida quotidiana del municipi.
L'octubre de 2010 surt a la venda el llibre Lolita. Flores y alguna espina (mr ediciones , Grupo Planeta), en el qual Lolita, a través d'una llarga conversa amb l'escriptor i periodista Javier Menéndez Flores, narra els aspectes principals de la seva trajectòria professional i de la seva vida personal, com les seves amistats i enemistats, els seus amors o les seves opinions en matèria política i religiosa. A més, parla per primera vegada de la resta dels membres del "clan Flores": els seus pares Lola Flores i Antonio González, El Pescaílla; els seus germans Antonio i Rosario, i la seva tia Carmen Flores.
El 2011 es va unir al repartiment de la sitcom de Telecinco Vida loca, protagonitzada per Toni Cantó. El 2012 va presentar Música para mi madre, un programa especial per al dia de la mare a TVE.

## Discografia
- Amor, amor (1975) - Disc de platí a Espana i Amèrica llatina
- Abrázame (1976) - Disc de platí a Espana i Amèrica llatina
- Mi carta (1977) - Disc de platí a Espana i Amèrica llatina
- Espérame (1978) - Disc de platí a Espana i Amèrica llatina
- Seguir soñando (1980)
- Atrévete (1982)
- Águila real (1983)
- Para volver (1985)
- Locura de amor (1987) - Disc de platí a Amèrica llatina
- Madrugada (1991)
- Con sabor a menta (1992)
- Y la vida pasa (1994)
- Quién lo va a detener (1995)
- Atrasar el reloj (1997)
- Lola, Lolita, Lola (2001) - Disc de platí a Espanya (#4)
- Lola, Lolita, Dolores (2002) - Disc d'or a Espanya
- Si la vida son 2 días (2004)
- Y ahora Lola. Un regalo a mi madre (2005)
- Sigue caminando (2007)
- De Lolita a Lola (2010) - CD+DVD en directe

## Filmografia
Malgrat guanyar el Goya com a revelació al seu tercer film, és bàsicament una actriu de televisió com ho demostren els seus treballs:
- La gitana y el charro (1964)
- Cuentos y leyendas (1975) (sèrie de TV, TVE)
- Haz la loca... no la guerra (1976)
- Los ladrones van a la oficina (1993) (sèrie de TV, Antena 3)
- Hostal Royal Manzanares (1996-1998) (sèrie de TV, TVE)
- El botones sacarino (2001) (sèrie de TV)
- Academia de baile Gloria (2001) (sèrie de TV, TVE)
- Rencor (2002) Premi Goya a la millor actriu revelació.
- 7 vidas (2003) (sèrie de TV, Tele 5)
- Historia de Estrella (2003) (TV-Movie, Antena 3)
- Hospital Central (2004) (sèrie de TV, Tele 5)
- La sopa boba (2004) (sèrie de TV, Antena 3)
- El comisario (2005) (sèrie de TV, Tele 5)
- Fuerte Apache (2006)
- La princesa del polígono (2007) (TV-Movie, TVV)
- El internado (2007) (sèrie de TV, Antena 3)
- El síndrome de Ulises (2008) (sèrie de TV, Antena 3)
- El libro de las aguas (2008)
- La batalla de coros (2009) (programa, Cuatro)
- Unió musical Da Capo (2010) (sèrie de TV, TVV, Canal Nou)
- Vida loca (2011) (sèrie de TV, Telecinco)

## Llibres
- Lolita. Flores y alguna espina (2010) Llibre de memòries en forma d'una llarga conversa amb l'escriptor i periodista Javier Menéndez Flores.